# Růžový panter (film, 2006)
Růžový panter (v originále The Pink Panther) je americký komediální mysteriózní film z roku 2006, který natočil Shawn Levy podle scénáře Lena Bluma a Steva Martina a příběhu Bluma a Michaela Saltzmana. Film je restartem série Růžový panter a představuje desátý díl této série. Zároveň se jedná o první film o Růžovém panterovi, který byl uveden do kin od filmu Syn Růžového pantera (1993). V hlavní roli se představí Martin a dále hrají Kevin Kline, Jean Reno, Emily Mortimer a Beyoncé Knowles. Ve filmu je inspektor Jacques Clouseau (Martin) pověřen vyřešit vraždu slavného fotbalového trenéra a krádež slavného diamantu Růžového pantera.
Film měl premiéru 19. ledna 2006 v Alpe d'Huez a do kin ve Spojených státech a Kanadě byl uveden 10. února společností Sony Pictures Releasing pod hlavičkou Columbia Pictures, o mezinárodní distribuci se postarala společnost 20th Century Fox. Film se setkal s převážně negativními recenzemi, ale byl komerčně úspěšný a celosvětově vydělal 164,1 milionu dolarů při rozpočtu 80 milionů dolarů. V roce 2009 bylo do kin uvedeno pokračování Růžový panter 2.

## Děj
Během fotbalového zápasu mezi Francií a Čínou je národní trenér Yves Gluant zavražděn otráveným šípem a jeho slavný diamant Růžový panter zmizí. Ambiciózní komisař Dreyfus nastrčí na vyšetřování nešikovného a podceňovaného inspektora Jacquese Clouseaua, aby mezitím v utajení případ sám vyřešil. Clouseau, doprovázený policistou Pontonem, rozvíjí romanci s asistentkou Nicole a pomalu zjišťuje, že Gluant měl mnoho nepřátel.
Hlavním podezřelým se stane hráč Bizu, ale ten je později zastřelen. Stopy vedou k čínskému diplomatovi, ale Clouseau věří, že hlavní podezřelá, zpěvačka Xania, Gluantova přítelkyně, je nevinná. Dreyfus Clouseaua veřejně poníží a zatkne ho kvůli falešné záměně kufrů. Clouseau si však všimne detailu na fotografii a odhalí, že vrahem je týmový trenér Yuri, který Gluanta zabil ze žárlivosti pomocí čínských jedů a později i Bizua, který ho chtěl vydírat. Chtěl zabít i Xaniu, ale Clouseau tomu zabrání.
Clouseau zjistí, že diamant nebyl ukraden, ale Xania ho ukryla v kabelce, protože se bála, že ji obviní z vraždy. Clouseau je oceněn Řádem čestné legie a Dreyfus skončí znovu zraněný po sérii nehod způsobených Clouseauovou nešikovností.

## Obsazení
- Steve Martin v roli inspektora Jacquese Clouseaua, neohrabaného policisty z malé francouzské vesnice, který má za úkol předat spravedlnosti vraha Yvese Gluanta a získat zpět diamant Růžový panter.
- Kevin Kline jako vrchní inspektor Charles Dreyfus, šéf francouzské policie, který je posedlý touhou získat Medaili cti a hodlá k tomu využít Clouseaua a případ Růžového pantera.
- Jean Reno jako četník Gilbert Ponton, schopný policista, který je pověřen podávat Dreyfusovi zprávy o Clouseauových činech
- Emily Mortimerová jako Nicole Durantová, sekretářka a Clouseauův milostný zájem.
- Henry Czerny jako Jurij, ruský trenér francouzského národního fotbalového týmu
- Kristin Chenowethová jako Cherie, americká zaměstnankyně francouzského národního fotbalového týmu
- Roger Rees jako Raymond Laroque, bohatý majitel kasina a přítel Yvese Gluanta.
- Beyoncé (jako Beyoncé Knowles) jako Xania, slavná popová hvězda a Gluantova přítelkyně
- William Abadie jako Bizu, hráč francouzského národního fotbalového týmu
- Scott Adkins jako Jacquard, další hráč francouzského národního fotbalového týmu
- Philip Goodwin jako zástupce náčelníka Renard
- Henri Garcin jako prezident
- Jean Dell jako ministr spravedlnosti Clochard
- Anna Katarina jako agentka Corbeille
- Jason Statham jako Yves Gluant (bez titulků), hlavní trenér francouzského národního fotbalového týmu, jehož vražda a zmizení jeho diamantu Růžový panter slouží jako hlavní konflikty zápletky
- Clive Owen jako Nigel Boswell/Agent 006 (bez titulků), tajný agent MI6, který krátce pomáhá Clouseauovi.
- Boris McGiver jako Vainqueur (bez titulků), současný trenér francouzského národního fotbalového týmu, který po vraždě Gluanta přebírá jeho funkci